# Class Life Channel
Class Life Channel è stato il primo canale televisivo italiano dedicato al piacere di vivere, visibile al canale 507 di Sky Italia.